# Abdoul Razzagui Camara
Pour les articles homonymes, voir Camara.
Abdoul Razzagui Camara, né le 20 février 1990 à Mamou en Guinée, est un footballeur international guinéen évoluant au poste d'ailier. 
Il met fin à sa carrière à l'âge de 28 ans à cause de problèmes cardiaques.

## Biographie
Abdoul Razzagui Camara commence à jouer au football dans le club de l'OS Fives, club du quartier de Lille portant le même nom. Repéré à l'âge de quatorze ans par Stade rennais, il est appelé en équipe de France des moins de 17 ans à la fin de la saison 2006-2007. Retenu pour le Mondial de la catégorie, il passe une bonne partie de la compétition sur le banc de touche.
Touché par une grosse blessure durant la saison, il réussit néanmoins à signer un contrat professionnel avec le Stade rennais. En fin de saison, s'il n'est pas titulaire, il participe à la victoire du Stade rennais en Coupe Gambardella.
Il joue son premier match de Ligue 1 le 30 mai 2009 contre l'Olympique de Marseille. Le 3 août 2009, il est prêté pour une saison au Vannes OC et le 18 septembre 2009 il marque son premier but en professionnel contre Châteauroux. Le 9 janvier 2011, il inscrit son premier but sous les couleurs du Stade rennais en Coupe de France face à l'AS Cannes (7-0). Camara marque le septième et dernier but du match.
Le 30 août 2011, il est transféré au FC Sochaux-Montbéliard et signe un contrat d'une durée de quatre ans. Fin janvier 2013, il est prêté avec option d'achat jusqu'à la fin de la saison au PAOK Salonique. Fin janvier 2014, il est prêté au RCD Majorque.
En décembre 2011, Camara est appelé pour la première fois avec la sélection guinéenne pour un stage préparatoire à la CAN 2012 avant d'être appelé pour cette compétition.
Le 30 juin 2014, il résilie son contrat avec le FC Sochaux-Montbéliard et s'engage le lendemain avec le SCO Angers, en faveur duquel il signe un contrat de trois ans. À l'issue de sa première saison en Anjou, Camara et le SCO obtiennent la montée en Ligue 1. Le joueur marque 6 buts en 27 matchs de Ligue 2. 
Il connait ses débuts en Ligue 1 avec le SCO Angers lors d'un match face à Montpellier durant lequel il marque un but et permet à son équipe de s'imposer deux buts à zéro. Auteur de deux buts en 17 apparitions sur la première moitié de saison, il rejoint l'Angleterre en paraphant un contrat de trois ans et demi en faveur de Derby County, alors en Championship, le 4 janvier 2016 pour une indemnité de transfert de 2 millions d'euros environ. 
Le 22 juin 2017, il résilie son contrat avec Derby County pour rejoindre le club de l'En avant Guingamp sur un contrat de deux saisons. Le 2 décembre, entré en cours de jeu en fin de match, il est victime d'une rupture des ligaments croisés à Troyes lors de la 16e journée de championnat.

## Statistiques
| Saison                | Club                   | Championnat           | Championnat | Championnat | Coupe nationale | Coupe nationale | Coupe de la Ligue | Coupe de la Ligue | Compétition(s) continentale(s) | Compétition(s) continentale(s) | Compétition(s) continentale(s) | Guinée | Guinée | Total | Total |
| Saison                | Club                   | Division              | M.          | B.          | M.              | B.              | M.                | B.                | Comp.                          | M.                             | B.                             | M.     | B.     | M.    | B.    |
| 2008-2009             | Stade rennais          | Ligue 1               | 1           | 0           | -               | -               | -                 | -                 | -                              | -                              | -                              | -      | -      | 1     | 0     |
| 2009-2010             | Vannes OC (prêt)       | Ligue 2               | 37          | 4           | 5               | 2               | 2                 | 1                 | -                              | -                              | -                              | -      | -      | 44    | 7     |
| 2010-2011             | Stade rennais          | Ligue 1               | 24          | 0           | 2               | 1               | 1                 | 0                 | -                              | -                              | -                              | -      | -      | 27    | 1     |
| 2011-2012             | Stade rennais          | Ligue 1               | 2           | 0           | -               | -               | -                 | -                 | C3                             | 2                              | 0                              | -      | -      | 4     | 0     |
| 2011-2012             | FC Sochaux-Montbéliard | Ligue 1               | 21          | 1           | -               | -               | 1                 | 1                 | -                              | -                              | -                              | 7      | 3      | 29    | 5     |
| 2012-2013             | FC Sochaux-Montbéliard | Ligue 1               | 15          | 0           | 2               | 0               | 2                 | 0                 | -                              | -                              | -                              | 1      | 0      | 20    | 0     |
| 2012-2013             | PAOK Salonique (prêt)  | Superleague           | 13          | 2           | 3               | 0               | -                 | -                 | -                              | -                              | -                              | 2      | 1      | 18    | 3     |
| 2013-2014             | FC Sochaux             | Ligue 1               | 11          | 0           | 1               | 2               | -                 | -                 | -                              | -                              | -                              | -      | -      | 12    | 2     |
| 2013-2014             | RCD Majorque (prêt)    | Liga                  | 6           | -           | -               | -               | -                 | -                 | -                              | -                              | -                              | -      | -      | 6     | 0     |
| 2014-2015             | Angers SCO             | Ligue 2               | 27          | 6           | 1               | 0               | 2                 | 0                 | -                              | -                              | -                              | 6      | 0      | 36    | 6     |
| 2015-2016             | Angers SCO             | Ligue 1               | 17          | 2           | -               | -               | -                 | -                 | -                              | -                              | -                              | -      | -      | 17    | 2     |
| 2015-2016             | Derby County           | Championship          | 4           | 0           | 3               | 0               | -                 | -                 | -                              | -                              | -                              | -      | -      | 7     | 0     |
| 2016-2017             | Derby County           | Championship          | 3           | 0           | -               | -               | 1                 | 0                 | -                              | -                              | -                              | -      | -      | 4     | 0     |
| 2017-2018             | EA Guingamp            | Ligue 1               | 14          | 2           | 0               | 0               | 1                 | 0                 | -                              | -                              | -                              | -      | -      | 15    | 2     |
| Total sur la carrière | Total sur la carrière  | Total sur la carrière | 176         | 15          | 17              | 5               | 10                | 2                 | -                              | 2                              | 0                              | 16     | 4      | 221   | 26    |

### Buts internationaux
| Buts | Date             | Lieu                                        | Adversaire | Résultat | Compétition                |
| ---- | ---------------- | ------------------------------------------- | ---------- | -------- | -------------------------- |
| 1.   | 28 janvier 2012  | Stade de Franceville, Franceville, Gabon    | Botswana   | 6-1      | CAN 2012                   |
| 2.   | 1er février 2012 | Stade de Franceville, Franceville, Gabon    | Ghana      | 1-1      | CAN 2012                   |
| 3.   | 10 juin 2012     | Stade du 28-septembre, Conakry, Guinée      | Égypte     | 2-3      | Éliminatoires mondial 2014 |
| 4.   | 5 février 2013   | Stade municipal, Saint-Leu-la-Forêt, France | Sénégal    | 1-1      | Match amical               |

## Palmarès
Après avoir été Champion de France des 18 ans, il remporte la Coupe Gambardella en 2008 avec les équipes de jeunes du Stade rennais.